# Rotsaum-Blattkäfer
Der Rotsaum-Blattkäfer (Chrysolina sanguinolenta), auch Blutiger Blattkäfer genannt, ist ein Käfer aus der Familie der Blattkäfer (Chrysomelidae). Er ist in Mitteleuropa in den letzten Jahren eher selten geworden, obwohl er stellenweise, vor allem in sandigen Gebieten mit größeren Vorkommen von Leinkräutern, noch zahlreich auftreten kann.

## Merkmale
Die Käfer sind schwarz und erreichen eine Größe von sechs bis neun Millimetern. Um den Flügelrand verläuft ein charakteristischer roter Saum, der bis zu den Schultern reicht. Die Basis der Deckflügel ist davon ausgenommen. Der Rand des Halsschildes ist abgerundet, Vorderecken sind nur marginal ausgebildet. Die Deckflügel sind unregelmäßig längs punktiert, wobei die Punkte bei den Männchen größer sind als bei den Weibchen.

## Vorkommen
Der Käfer lebt von März bis Oktober in sandigen Gebieten. Im Mittelmeerraum fehlt die Art. Dagegen ist sie jedoch bis weit nach Osten (Asien) verbreitet.

## Lebensweise
Den Rotsaum-Blattkäfer kann man an sonnigen Tagen auf Leinkräutern (Linaria) antreffen.